# Хасэкура, Исуна
Исуна Хасэкура (яп. 支倉凍砂, род. 27 декабря  1982, Тиба) — японский писатель. В 2005, Хасэкура выиграл серебряный приз в двенадцатом Dengeki Novel Prize со своей дебютной новеллой Волчица и пряности. Первый том был опубликован в 2006.

## Ранние годы
Хасэкура учился на факультете естественных наук в университете Риккё.
Начал писать в 14 лет. Всего на дебют ушло около семи лет.

## Творчество

### Волчица и пряности
Самая знаменитая работа автора «волчица и пряности». Ранобэ насчитывает 23 тома. Серия получила множество адаптаций, таких как аниме, манга, видео игры. В 2016 началась публикация продолжения серии под названием волчица и пергамент.

### Манга Миллиардерша
Манга об одинокой девушке которая ещё даже не старшеклассница, но уже успешный дневной трейдер и обычном студенте ставшем её репетитором за 10000 йен в час, и не только.
Манга завершена и насчитывает 3 тома. Исуна Хасэкура отвечал за сценарий, иллюстрации выполнил Асука Кацура.

### Экономика конца света
Состоящая из трёх частей визуальная новелла, разработанная Spicy Tails, сценарий написал Исуна Хасэкура. Сюжет разворачивается в далеком будущем, когда люди начали колонизировать Луну. Молодой парень Хару, родившийся и выросший на Луне, преследует мечту своей жизни: он мечтает постоять там, куда ещё не ступала нога человека. Однако для этого требуются деньги, причем в невообразимом количестве. А единственный способ получить столько денег — это участвовать в торговле на фондовом рынке.

### Пусть твоя душа упокоится в Магдале
Эта история берет свое начало с алхимиков, признанных еретиками. Некоторые работают на правительство, а другие, как наш герой, сидят в тюрьмах за свои исследования. Но любому ясно, что однажды наступает «звездный час». Итак, двое врагов вынуждены объединиться, чтобы разгадать тайну смерти Томаса. Путь долог и тернист, но неожиданно к ним приставляют «сторожа». И не старика какого-нибудь, а маленькую монашку, которая истинно верит в свою цель.
Ранобэ выходит с 10 июля 2012, написано Исуной Хасэкурой, иллюстрации выполнил Тэцухиро Набэсима.

### Волчица и пряности VR
VR игра разработанная Spicy Tails, Исуна Хасэкура указан как автора сценария.

### Project LUX
VR игра разработанная Spicy Tails, Исуна Хасэкура указан как автора сценария.